# Ali Abbas Zafar
Ali Abbas Zafar (in hindī अली अब्बास ज़फ़र; Dehradun, 17 gennaio 1982) è un regista, sceneggiatore e produttore cinematografico indiano.
Attore molto popolare nel mercato nazionale di riferimento, ha realizzato tre fim record di incassi al botteghino. È noto per aver scritto e diretto i film Sultan (nel 2016), Tiger Zinda Hai (nel 2017) e Bharat (nel 2019).

## Biografia
Laureatosi al Kirori Mal College dell'Università di Delhi, entrò nell'industria cinematografica come assistente alla regia, collaborando con la società di produzione Yash Raj Films. L'esordio come regista e sceneggiatore arrivò con la commedia romantica Mere Brother Ki Dulhan, nel 2011. Il film ha come attore protagonista un giovane (nel film, Imran Khan) che trova una sposa (interpretata da Katrina Kaif) per suo fratello maggiore (Ali Zafar), ma poi scopre che è lui stesso a essersi innamorato al suo posto.
Tre anni più tardi, fu convocato nel cast del film d'azione Gunday, un noir d'ambiente collocato nella Calcutta degli anni settanta e ottanta, che fu tiepidamente accolto dalla critica locale. Il trinagolo d'amore era interpretato da Ranveer Singh e Arjun Kapoor nella parte di due abili banditi, che si invaghiscono entrambi della ballerina di cabaret (Priyanka Chopra), subendo i fastidi inopportuni dell'agente di polizia Irrfan Khan.
Nel 2016, seguì il titolo Sultan, un film sportivo che vede Salman Khan nei panni di un campione di wrestling di Haryana, mentre Anushka Sharma espone una wrestler femminile per la quale Khan manifesta il proprio interesse amoroso sul set. Recensito positivamente dalla critica, il film si è rivelato come uno dei film indiani di maggior incasso (al 2020).
Dodici mesi dopo, uscì nelle sale il thriller d'azione Tiger Zinda Hai, riedizione scenica di Ek Tha Tiger prodotto dalla YRF nel 2012. Il film vede Salman Khan come agente segreto del Research and Analysis Wing, l'agenzia estera di intelligence indiana, e Katrina Kaif come spia dell'ISI pakistana, entrambi negli stessi ruoli di otto anni prima, i quali accettano una missione di salvataggio per prestare soccorso a 40 infermiere (di cui 25 indiane e 15 pakistane) e liberarle da un attivista spietato. Distribuito il giorno prima dell'antivigilia di Natale del 2017 col placet generale della critica, il cinepanettone è risultato un grande successo commerciale che totalizzò il maggior incasso dell'anno, posizionandosi nel quadrante più alto dell classifica dei titoli indiani più profittevoli.
Nel maggio 2018, ha iniziato la pre-produzione di Bharat, il secondo riadattamento di un film precedente (Gukjesijang, il coreano Gukje (International) Market, del 2014), nonché la terza collaborazione che vede Khan e Ali come colleghi sul set.  Il 22 aprile 2019, il pubblico indiano vide con largo anticipo il trailer che mostrava i volti dei primi attori (Salman Khan, Katrina Kaif, Disha Patani, Sunil Grover e Tabassum Hashmi Khan). In linea con la tabella di marcia, il film fu solennemente distribuito il 5 giugno, in concomitanza con l'Id al-fitr, la seconda festa islamica più importante dell'anno. 

Al 20 giugno 2019, l'aggregatore Rotten Tomatoes ritornava un voto medio di 5.33/10, pari al 33% di preferenze su un campione di 18 critici professionisti intervistati. Al 25 settembre 2019, aveva dichiarato incassi al botteghino pari a 325,58 crore (di cui esattamente 251,27 sarebbero stati contabilizzati in India), classificandolo al quarto posto fra i servizi più venduti di Bollywood e fra i primi 20 film indiani più venduti di sempre nel mercato interno.

## Filmografia

### Regista e sceneggiatore
- Mere brother kī dulhan (2011)
- Guṇḍe (2014)
- Sultan (2016)
- Tiger zindā hai (2017)
- Bhārat (2019)
- Jogi (2022)
- Bloody Daddy (2023)
- Baṛe miyā̃ choṭe miyā̃ (2024)

### Produttore
- Khālī pīlī, regia di Maqbool Khan (2020)
- Jogi (2022)
- Bloody Daddy (2023)
- Baṛe miyā̃ choṭe miyā̃ (2024)

## Riconoscimenti
- Filmfare Awards
  - 2017 – Candidatura al miglior regista per Sultan